# Isohypsibius cyrilli
Isohypsibius cyrilli är en djurart som tillhör fylumet trögkrypare, och som först beskrevs av Mihelcic 1942.  Isohypsibius cyrilli ingår i släktet Isohypsibius och familjen Hypsibiidae. Inga underarter finns listade i Catalogue of Life.